# Tom Watson (football)
Pour les articles homonymes, voir Tom Watson et Watson.
Tom Watson (Newcastle upon Tyne, 9 avril 1859 - 6 mai 1915) était un manager de football anglais qui a été manager de Sunderland et de Liverpool entre les XIXe et XXe siècles.
Il fait partie des quatre entraîneurs à avoir remporté le championnat d'Angleterre avec deux clubs différents (avec Herbert Chapman, Brian Clough et Kenny Dalglish).

## Biographie
Tom Watson occupe le poste d'entraîneur pour Sunderland pendant six saisons entre 1889 et 1896. Durant cette époque, il mène le club en Football League. Sous son ère, Sunderland remporte trois championnats d'Angleterre en 1891-1892, 1892-1893 et 1894-1895 faisant de lui l'entraîneur le plus titré de l'histoire du club.
Watson devient entraîneur de Liverpool en 1896, et le reste jusqu'à sa mort en 1915. Durant son temps à Liverpool, il remporte le championnat à deux occasions, en 1900-1901 et 1905-1906. Il a aussi participé à la première finale de Coupe d'Angleterre en 1914, laquelle est perdue 1-0 contre le Burnley Football Club.

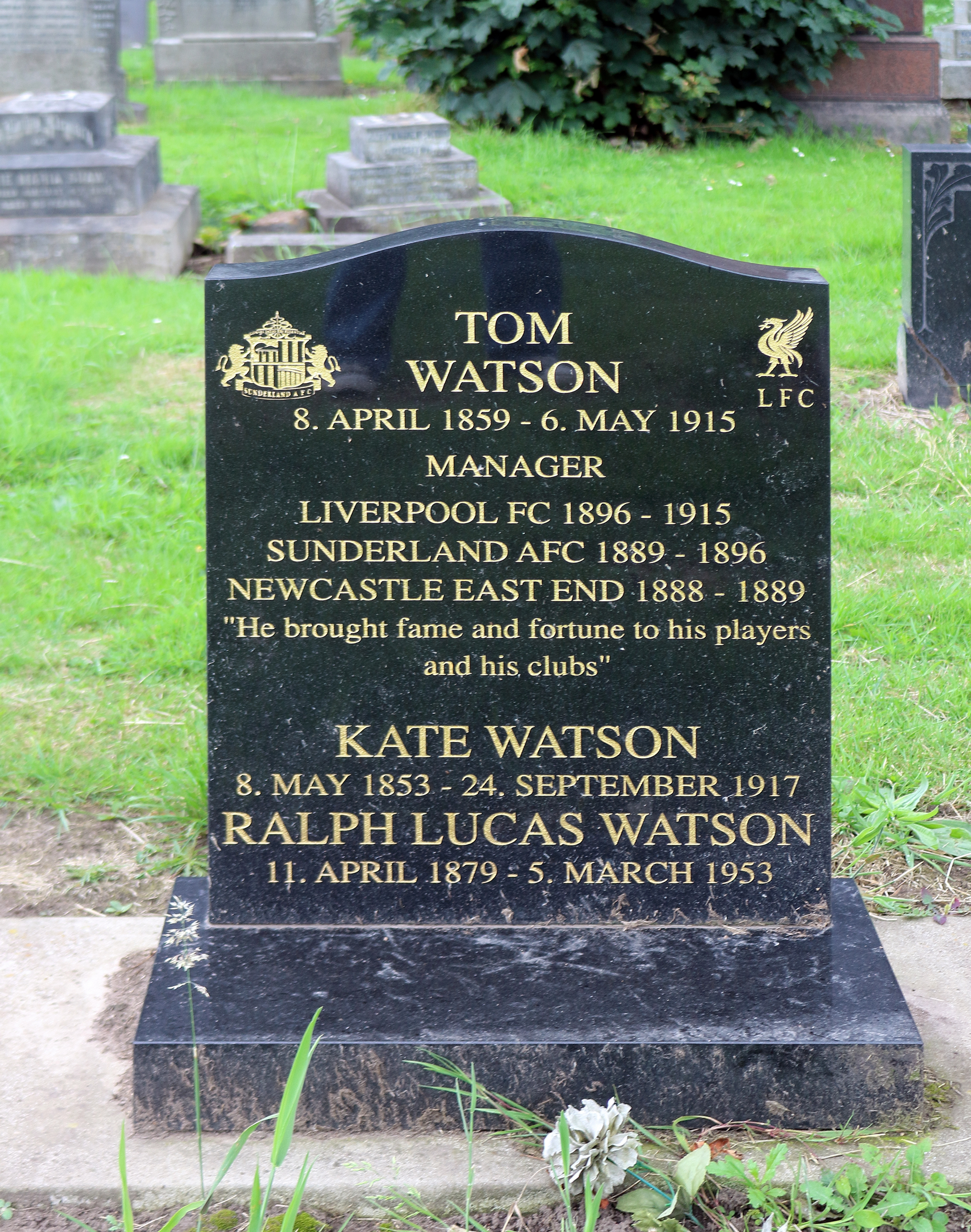
Pierre tombale de Watson payée par le Liverpool FC

## Palmarès

### Comme manager

#### Avec Sunderland (1889–1896)
- Première division
  - Vainqueur : 1891–92, 1892–93, 1894–95
  - Second : 1893–94

#### Avec Liverpool (1896–1915)
- Première division
  - Vainqueur : 1900–01, 1905–06
  - Second : 1898–99, 1909–1910
- Deuxième division
  - Vainqueur : 1904–05
- FA Cup
  - Finaliste : 1914–15
- Charity Shield
  - Vainqueur : 1906–07